# Chaetodon gardineri
Espèce
Statut de conservation UICN

 LC  : Préoccupation mineure
Chaetodon gardineri est une espèce de poissons appartenant à la famille des Chaetodontidae.

## Répartition
Cette espèce vit dans l'Océan Indien.

## Référence
- Norman : Fishes. The John Murray Expedition 1933-34. Scientific Reports, John Murray Expedition 7-1 p. 1–116.